# 段芝貴

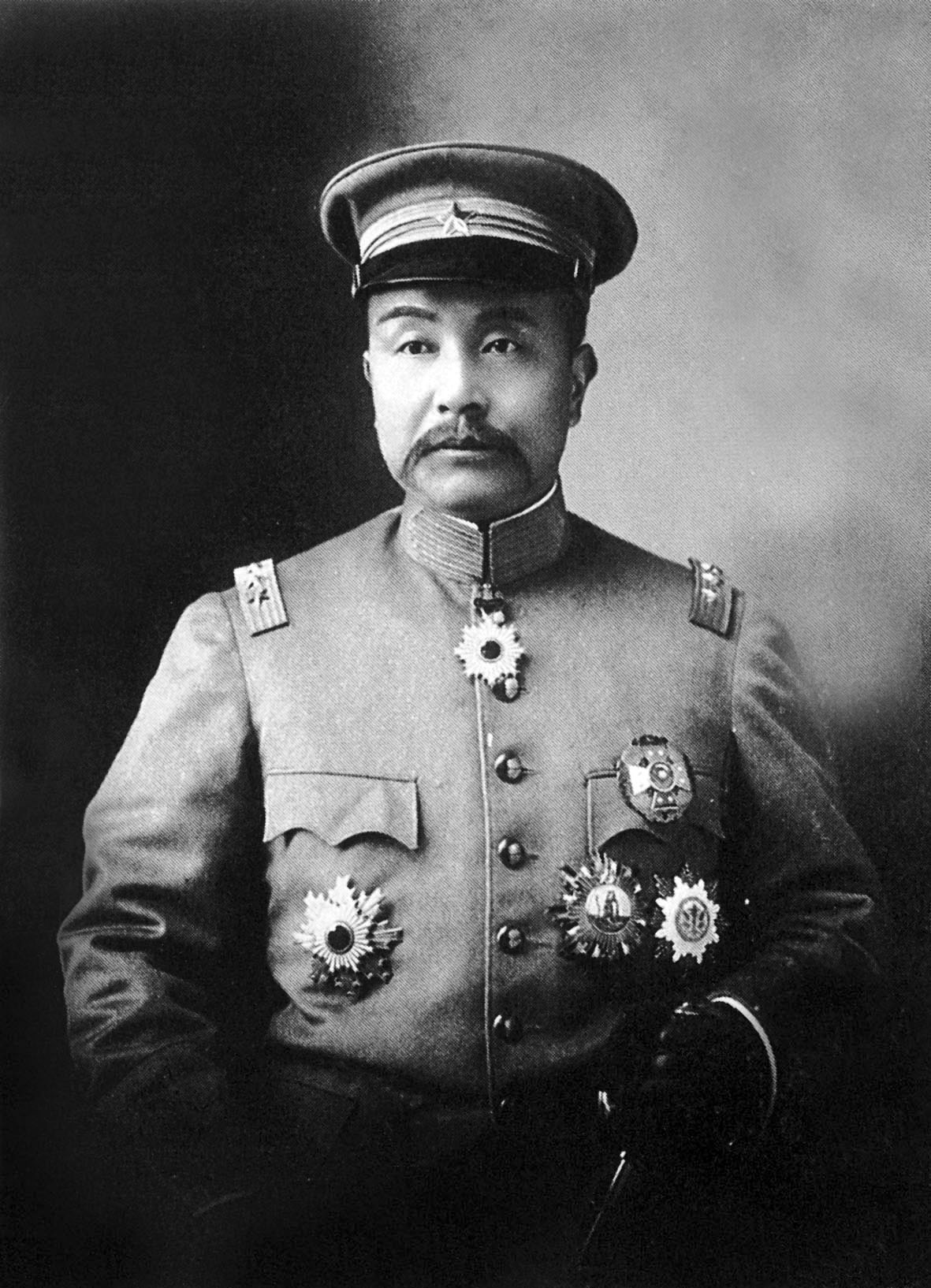
段芝貴

段芝貴（1869年—1925年3月22日），字香巖，安徽合肥，清末民初皖系軍閥。

## 生平

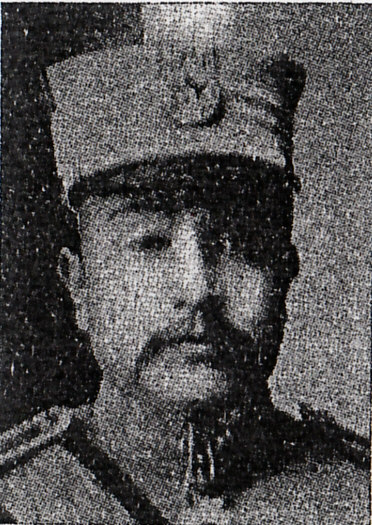
段芝貴

段芝貴幼年充任李鸿章的侍童。1886年保送入北洋武備學堂。毕业后随李鸿章的嗣子李经方到日本，进入日本士官学校学习军事。1892年（光绪18年）冬，段芝貴回国，任职于军械局。1897年（光绪23年），以候补同知投效袁世凯新建陆军，任督操营务处提调兼讲武堂练习。历任督隊稽査先鋒官、左翼歩兵第2营統带、北洋常備軍軍政司参謀处总办、天津南段警察局总办等职务。
1907年（光绪三十三年），在袁世凯授意下以重金购得歌姬楊翠喜献给庆亲王奕劻之子载振，得以道尹一職，赏布政使衔，署理黑龙江巡抚。但是段以候補道署理巡撫，極為出格，后来他贿赂载振之事被曝光，舆论哗然，被御史赵启霖题参而遭到革职，而这也成了当年丁未政潮爆发的主要事件之一。
1908年（光緒34年），段芝贵任北洋第3鎮統制。
辛亥革命爆发時，段芝貴就任武衛右軍右翼翼長。1912年（民国元年），就任拱卫军司令。1913年（民国2年）7月16日，授陆军上将衔，任第1军军長、江西宣抚使，归黎元洪節制，31日，因收復江西湖口，袁世凯授与二等嘉禾章。8月11日，又兼安徽宣抚使，22日，以敉平江西功，授一等嘉禾章。不久，晋升湖北都督。

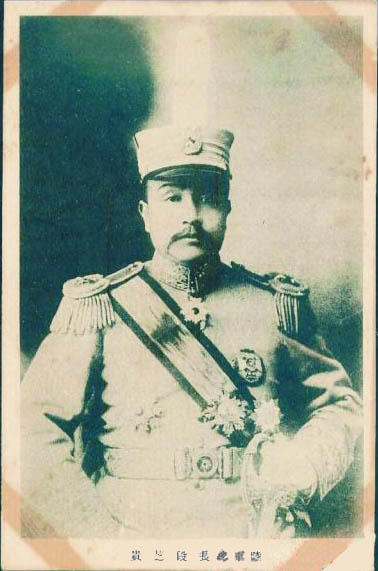
段芝貴

1914年（民国3年），段芝貴获封彰武上将軍，督理湖北軍務。1915年（民国4年）8月，遷鎮安上将軍，督理奉天軍務兼巡按使。段芝貴支持袁世凱洪憲稱帝，12月获封一等公。此后，因在東北的地盤受到張作霖的压力，于1916年（民国5年）4月辞去奉天将軍等职务。
1916年6月，袁世凱病死後，段芝貴便隱居天津。1917年（民國6年）3月初，總理段祺瑞為中國與德國斷交一事，與大總統黎元洪爭執，辭職到天津去，曾留住段芝貴家。7月，張勳入北京，驅逐黎元洪，擁立宣統帝，發動復辟，段芝貴被任命为討逆軍東路司令，击败辮軍，获封輔威上将軍。1917年（民国6年）12月18日，出任王士珍內閣的陸軍總長。翌年1月，改任京畿衛戌司令。
1920年（民国9年）7月的直皖战争中，段芝貴任定国軍西路总司令，和直系作战敗北。此后遭到通缉，逃入天津的租界，完全从政界和軍界引退。1925年（民国14年）3月去世。享年57岁。
著名数学家、数学教育家杨武之（其子杨振宁，诺贝尔物理学奖获得者）的父亲杨邦盛曾为段氏之幕府中司“笔札”（类似文員）。